# 3: Fresh, Fri, Fly
3: Fresh, Fri, Fly er titlen på Nik & Jay's tredje album, udgivet i 2006.

## Spor
1. "Alt hvad du gør mig til"
2. "Boing!"
3. "Når et lys slukkes"
4. "I Love Ya"
5. "Nu er det for sent"
6. "Fresh, Fri, Fly"
7. "Årstiderne Skifter"
8. "Op på hesten"
9. "Et sidste kys"
10. "Gi'r dig mer'"
11. "Vidne til det hele"